# عين الطاسات
عين الطاسات هِي نافورة عامة تونسية تقع في أسفل تل سيدي بو سعيد وتُشكل معلمًا مميزًا لهذه القرية.
ربما يعود تاريخه إلى التاسع عشر الميلادي تأتي المياه التي تغذيها من بئر في دار العنابي، القصر الصيفي السابق للمُفتي محمد العنابي.